# Right Now (album Herbie Mann)
| Recensione | Giudizio |
| ---------- | -------- |
| AllMusic   | [ 1 ]    |

Right Now è un album del flautista jazz statunitense Herbie Mann, pubblicato nel 1962.
AllMusic assegnò all'album 3 stelle affermando che "Il flautista ha offerto un'ampia varietà di musica durante il lungo soggiorno all'Atlantic; questo straordinario LP del 1962 lo ha trovato fondere la musica pop con vari elementi di world music".

## Tracce
Lato 1
1. Right Now - 3:11 (Mann)
2. Desafinado - 4:21 (Jobim, Mendonça)
3. Challil - 4:36 (Mann)
4. Jumpin' With Symphony Sid - 2:56 (Young)
5. Borquinho - 3:38 (Menescal)

Lato 2
1. Cool Heat - 5:11 (Mann)
2. Carnival - 2:55 (Bonfá)
3. Meditation - 5:52 (Jobim, Mendonça)
4. Free for All - 2:19 (Mann)

## Formazione
- Herbie Mann - flauto
- Billy Bean - chitarra
- Bill Salter - basso (in tracce 1-4, 6 e 9)
- Don Payne - basso (in 5, 7 e 8)
- Willie Bobo - batteria
- Willie Rodriguez - percussioni (in 1-4, 6 e 8)
- Johnny Pacheco - percussioni (in 5 e 7)
- Hagood Hardy - vibrafono
- Carlos "Patato" Valdes - conga

### Produzione
- Phil Iehle - registrazione
- Tom Dowd - registrazione
- Nesuhi Ertegun - supervisione
- Loring Eutemey - disegno di copertina
- Lee Friedlander - foto di copertina